# Stella Lambda Bootis
Le stelle Lambda Bootis sono una classe di stelle peculiari che possiedono un'abbondanza insolitamente bassa di metalli nei loro strati più esterni. Una delle possibili spiegazioni di tale fenomeno è che la stella si sia originata dall'accrescimento a partire da una nube molecolare povera in metalli. Sono solitamente stelle di tipo spettrale che va dagli ultimi tipi classe B ai primi di classe F. Il prototipo della classe è λ Bootis.

## Caratteristiche
La natura della stella Lambda Bootis non è ben nota; generalmente si pensa siano stelle di pre-sequenza principale di popolazione I. L'impoverimento di metalli caratteristico di queste giovani stelle viene attribuito alla deficienza di metalli nell'ambiente circostante durante la formazione. Il risultato è che gli elementi volatili come carbonio, azoto e ossigeno hanno abbondanze paragonabili a quelle del Sole, mentre gli elementi più pesanti, che hanno temperature di condensazione elevate, rimangono racchiusi tra i granelli di polvere, risultando carenti nell'atmosfera stellare. Si ritiene che la "fase Lambda Boötis 'avviene al termine della fase di accrescimento delle stelle di pre-sequenza principale.
L'interazione tra accrescimento e la diffusione porta a abbondanze più o meno alte di determinati elementi, tuttavia nelle stelle in rapida rotazione la circolazione tende a ridurre le anomalie nella composizione chimica. La brevità della principale fase di pre-sequenza è coerente con il piccolo numero di stelle conosciute di tipo Lambda Boötis.
Sono poche le stelle di questo tipo; si ritiene che un massimo del 2% di stelle di un dato dominio spettrale corrisponda a stelle lambda Boötis. Il prototipo di questa classe è Boötis Lambda (λ Boo). La nota Vega (α Lyrae) sembra essere un membro di questo gruppo, così come π1 Orionis, ρ Virginis, 29 Cygni e 36 Serpentis.